# 内田稔
内田 稔（うちだ みのる、1927年3月18日 - 2018年4月2日）は、日本の俳優・声優。
岡山県倉敷市出身。岡山縣倉敷工業學校（現・岡山県立倉敷工業高等学校）機械科卒業。文学座を経て、劇団昴に所属。妻は同じく昴所属の女優の新村礼子。

## 来歴・人物
日立精機、海軍の航空部隊を経て、戦後復員。大学受験勉強中の1949年、新聞に掲載されていた文学座付属演劇研究所研究生募集の記事を見て、新劇の舞台とも知らずに受けて文学座の養成所に入り、俳優としてのスタートを切る。1951年3月の文学座アトリエ公演で、テネシー・ウィリアムズ作の『ながの別れ』で初舞台。1963年、芥川比呂志、小池朝雄、仲谷昇、岸田今日子らとともに文学座を脱退し、劇団雲の結成に参加。その後、劇団欅に移り、1976年から劇団昴に所属する。
映画やTVでは主にインテリ系の悪役俳優として、時代劇・現代劇を問わず策士やフィクサーなどの役どころで活躍したが、1990年代からは舞台作品での持ち味でもあった泣かせる善役を演じる機会が多かった。また、東映セントラル作品への出演を通し、松田優作との親交が深かった。NHK大河ドラマの常連でもあった。また、洋画の吹き替え声優としての実績が豊富で、特にヘンリー・フォンダの吹き替えは小山田宗徳の次に多く担当している。
2000年代中ごろからしばらく俳優活動を休止していたが、妻の新村と死別した2011年、劇団昴の舞台『クルーシブル〜るつぼ〜』でひさびさに俳優業を再開させた。
2018年4月2日、肺炎のため岡山県倉敷市の病院で死去。91歳没。
特技は機械の設計。

## 出演作品（俳優）
※「 - 」は役名

### テレビドラマ
- 特ダネを逃がすな! 第57話（1956年、KRT）
- 松本清張シリーズ・黒の組曲（1962年、NHK）
  - 第1話「駅路」
  - 第28話「証言」
  - 第33話「紐」 - 渥美刑事
  - 第37話「噂始末」 - 岡田久馬
- 大河ドラマ（NHK）
  - 花の生涯（1963年） - 黒沢忠三郎
  - 赤穂浪士（1964年） - 木村岡右衛門
  - 源義経（1966年） - 藤原良房
  - 天と地と（1969年） - 浦辺丹後守
  - 樅ノ木は残った（1970年） - 松平内記
  - 春の坂道（1971年） - 直江兼続
  - 新・平家物語（1972年） - 西光
  - 勝海舟（1974年） - 東間陳助
  - 花神（1977年） - 椋梨藤太
  - 黄金の日日（1978年） - 石田正澄
  - 草燃える（1979年） - 結城朝光
  - おんな太閤記（1981年） - 安国寺恵瓊
  - 徳川家康（1983年） - 片桐主膳
  - 山河燃ゆ（1984年） - 来栖特派大使
  - 信長 KING OF ZIPANGU（1992年） - 津田宗及
- ザ・ガードマン（TBS / 大映テレビ室）
  - 第13話「白昼の逃亡」（1965年）
  - 第57話「危険を買う男」（1966年）
  - 第62話「大犯罪作戦」（1966年）
  - 第78話「宝を抱いて地獄へ行け」（1966年）
  - 第96話「アムステルダムの女」（1967年）
  - 第142話「悪魔の爪あと」（1967年）
  - 第149話「雪女」（1968年）
  - 第159話「死の試走車」（1968年）
  - 第178話「生と死の谷間」（1968年）
  - 第210話「トラック強盗部隊」（1969年）
  - 第222話「怪談・吸血鬼」（1969年）
  - 第233話「殺人ガスの恐怖が降ってくる」（1969年）
  - 第238話「女がライバルを殺す方法」（1969年）
  - 第242話「悪女たちは完全犯罪がお好き」（1969年）
  - 第257話「空から来た殺人部隊」（1970年）
  - 第263話「裏口入学は死を招く」（1970年）
  - 第267話「幽霊船死の海を行く」（1970年）
  - 第283話「復讐鬼白昼の大脱走」（1970年）
  - 第285話「ひばりの愛の逃亡姉妹」（1970年）
  - 第287話「チエミのモーレツ女課長を殺せ!」（1970年）
  - 第309話「顔に傷のある悪女」（1971年）
  - 第314話「女二人ヨーロッパ珍道中」（1971年）
- 松本清張シリーズ / 顔（1966年、KTV）
- テレビ指定席 / 都会の顔－ウィリアム・アイリッシュ「幻の女」より（1966年、NHK）
- 秘密指令883 第4話「はるかなる故郷」（1967年 - 1968年、フジテレビ） - 内藤組組長
- 大奥（1968年、KTV / 東映） - 間部詮房
- 無用ノ介 第4話「無用ノ介・将棋・無用ノ介」（1969年、NTV / 国際放映） - 雲形
- 花王 愛の劇場 / 氷点（1971年、TBS） - 高木
- プレイガール （12ch / 東映） 
  - 第105話「江戸っ子鉄火仁義」（1971年） - 三途の仁吉
  - 第156話「妻は過去に何をされたか?」（1972年） - 黒川
  - 第173話「浴室に銃を向けろ」（1972年）
- キイハンター 第163話「南の海を渡る殺人部隊」（1971年、TBS / 東映） - 木田社長（ベトネシア貿易）
- ミラーマン 第17話「罠におちたミラーマン」（1972年、CX / 円谷プロ） - 刑事
- 火曜日の女シリーズ「ガラス細工の家」（1973年、日本テレビ / ユニオン映画）
- 子連れ狼（NTV / ユニオン映画）
  - 第1部 第22話「渡り徒士」（1973年） - 渡辺勇之進
  - 第3部 第12話「武衛流抱え撃ち」（1976年） - 渋沢頼母
- 江戸を斬る（TBS / C.A.L）
  - 江戸を斬る 梓右近隠密帳 第11話「小坊主剣客」（1973年） - 赤川治助
  - 江戸を斬るVIII 第14話「女を狙う吸血剣」（1994年） - 丹後屋
- 京まんだら（1975年、MBS）
- 剣と風と子守唄 第21話「女郎集団脱走」（1975年、NTV / 三船プロ） - 小田切玄蕃
- 長崎犯科帳 第24話「悪い奴らをあぶり出せ」（1975年、NTV / ユニオン映画） - 赤松屋
- 大江戸捜査網（12ch / 三船プロ）
  - 第214話「闇に泣く人肌観音」（1975年） - 石河土佐守
  - 第395話「連発銃が呼ぶ母の面影」（1979年） - 松倉壱岐守
- 大都会 闘いの日々 第18話「少年」（1976年、NTV / 石原プロ） - 山本教授
- 三日月情話（1976年、THK） - 岡島幹彦
- 俺たちの旅 第39話「ニッポンの将来はどうなりますか?」（1976年、NTV / ユニオン映画） - 熊沢昌也の上司
- 夫婦旅日記 さらば浪人 第25話「ふるさとの空はふたたび」（1976年、CX / 勝プロ）
- 破れ傘刀舟悪人狩り 第104話「天保やっちゃば秘録」（1976年、NET / 三船プロ） - 三田村大膳
- いろはの"い" 第17話「十五才の誘拐」（1976年、NTV / 東宝） - 古谷
- 特別機動捜査隊 第785話「暴走時代」（1976年、NET / 東映） - 佐久間昇
- 太陽にほえろ! （NTV / 東宝）
  - 第259話「怪物」（1977年） - 中沢（監察医）
  - 第280話「狼」（1977年） - 精神科医師
  - 第340話「勝利者」（1979年） - カメラ雑誌関係者
  - 第385話「死」（1979年） - 田沢歯科医
  - 第611話「無口な男」（1984年） - 神奈川県警刑事
  - 第654話「二度泣いた男」（1985年） - 名村浩
  - 第672話「再会の時」（1985年） - 浅田久幸（東南グループ社長）
  - 第688話「ホノルル・大誘拐」（1986年） - 城野雅彦（城野物産社長）
- 少年ドラマシリーズ / その町を消せ!（1978年、NHK） - 白戸健一郎
- 新五捕物帳（1978年、NTV / ユニオン映画） - 同心・斉藤
- Gメン'75（TBS / 東映）
  - 第151話「覗き魔は猫背の男」（1978年） - 土井謙介
  - 第195話「プロ野球殺人事件」（1979年） - 所轄署刑事
  - 第236話「国会議員宿舎の連続強盗事件」（1979年） - 宮坂署副署長
  - 第243話「奇妙な男と女のギャング」（1980年） - 江川支店長（神奈川港信用金庫）
  - 第248話「警察の中に出た幽霊」（1980年） - 城西署刑事課長代理
  - 第256話「死体と呼ばれた女刑事」（1980年） - 城西署刑事課長
  - 第325話「帰って来たラーメン屋刑事」（1981年） - 城東署捜査主任
- 横溝正史シリーズII / 仮面舞踏会（1978年、MBS / 東宝） - 的場英明
- 江戸の渦潮 第17話「ふくろう長屋の人情」（1978年、CX / 東宝）
- 暴れん坊将軍（ANB  / 東映）
  - 吉宗評判記 暴れん坊将軍
    - 第38話「黒潮の渦を斬る女」（1978年） - 坂崎勘兵衛
    - 第60話「太陽だけが知っていた」（1979年） - 松川弥兵衛
    - 第146話「ああ! 成敗に涙あり」（1981年） - 堺宗重
    - 第159話「お仲成仏 灯籠ながし」（1981年） - 松五郎
    - 第177話「鬼同心が哭いた朝」（1981年） - 田川源兵衛
    - 第196話「何故に悲しき相合傘」（1982年） - 竹中伊平次

  - 暴れん坊将軍II
    - 第17話「花嫁学校 討入り前夜!」（1983年） - 宇津木軍蔵
    - 第39話「命がけだよ一目惚れ!」（1983年） - 飯沼勘解由
    - 第55話「お駒かなしや島帰り」（1984年） - 木曽屋治助
    - 第147話「つめたい春の夫婦花!」（1986年） - 棚橋林左衛門
    - 第162話「にわか侍、破廉恥武士道!」（1986年） - 結城又左右衛門

  - 暴れん坊将軍III
    - 第42話「お庭番を愛した女」（1988年） - 錦屋七右衛門
    - 第80話「おしゃれ殿様」（1989年） - 織田丹後守助虎

  - 暴れん坊将軍IV 第7話「もう一つの十手御用」（1991年） - 佐々山作兵衛
  - 暴れん坊将軍V 第1話（SP）「大雪原の血煙り、吉宗を愛した復讐鬼!」（1993年） - 角兵衛
  - 暴れん坊将軍VI スペシャル「吉宗潜入! 謀略の城 偽将軍宣下を阻止せよ!」（1994年） - 穂高内蔵介
  - 暴れん坊将軍VII 第15話「花の板前、妻敵討ち!」（1996年） - 倉林儀兵衛
  - 暴れん坊将軍VIII 第12話「母親なき家庭 誤解された父親」（1997年） - 角田茂左衛門
- 桃太郎侍 （NTV / 東映） 
  - 第92話「成田詣りで逢った女」（1978年） - 中尾甲斐守
  - 第230話「すずめの涙三千両」（1981） - 森田座座主
- 特捜最前線（ANB / 東映）
  - 第108話「午前0時に降った死体!」（1979年） - 河西忠雄（日丸交易常務）
  - 第135話「われら殺人安保条約!」（1979年）
  - 第155話「完全犯罪・350ヤードの凶弾!」（1980年）
  - 第250話「老刑事、赤い風船を追う!」（1982年） - 高山理事長
  - 第352話「レイプ・紅い靴の女!」（1984年）
  - 第430話「昭和60年夏・老刑事船村一平退職!」（1985年） - 平沼源治
- 俺たちは天使だ! 第9話「運が悪けりゃワンパターン」（1979年、NTV / 東宝） - 服部
- 鉄道公安官 第17話「東京－隠岐・犯罪特急」（1979年、ANB / 東映） - 医師
- 大空港 第41話「愛よ、大空に散れ! 特捜部対ヤクザの斗いPARTIII」（1979年、CX / 松竹） - 杉林宗平
- 長七郎天下ご免! （ANB / 東映）  
  - 第4話「変身! 炎の京人形」（1979年） - 伊丹屋清兵衛
  - 第28話「おとこの誠に目を覚ませ!」（1980年） - 篠塚帯刀
  - 第112話「白狐に哭いた浪花武士」（1982年） -  佐野屋彦兵衛
- 騎馬奉行 第5話「大川に咲いた毒の花」（1979年、KTV / 東映）
- 手錠をかけろ! 第4話「入試問題殺人事件」（1979年、CX / 国際放映）
- 探偵物語（NTV / 東映ビデオ）
  - 第11話「鎖の街」（1979年） - 一条社長（現代金融）
  - 第27話「ダウンタウン・ブルース」（1980年） - 薮原厳（薮原建設社長）
- 銭形平次（CX / 東映）
  - 第663話「誰がための十手」（1979年） - 井筒屋重兵ヱ
  - 第762話「娘せんせい奮斗記」（1981年） - 田辺左近
- 江戸の牙 第9話「壮絶! 同心志願」（1979年、ANB / 三船プロ） - 上総屋辰五郎
- 駆け込みビル7号室 第7話「パリ-東京! 秘められた青春をさがせ」（1979年、CX / 三船プロ）
- 警視-K 第8話「わが子に捧げる犯罪」（1980年、NTV / 勝プロダクション） - 双葉の園主宰・梶山
- 噂の刑事トミーとマツ 第1シリーズ （1980年、TBS / 大映テレビ）
  - 第14話「愛の酔拳 オソ松失恋の恐怖」 - 沢木部長刑事
  - 第42話「サッチが結婚 トミー激祝マツ激怒」 - 麻薬Gメン
- 大捜査線（1980年、CX / ユニオン映画）
  - 第7話「明日からは泣かない」 - 宮野順三
  - 第29話「現金輸送車強奪」
- 爆走! ドーベルマン刑事 第17話「黒バイ部隊危機一髪!」（1980年、ANB / 東映）
- 非情のライセンス 第3シリーズ 第19話「兇悪の声紋・カーフェリー爆破三秒前!」（1980年、ANB / 東映） - 堀口
- 悪党狩り 第3話「嵐の中の母子草」（1980年、12ch / 松竹 / 藤映像コーポレーション） - 国右衛門
- 柳生あばれ旅 第20話「壺振り女の恨み節 -四日市-」（1981年、ANB / 東映） - 桜井采女
- 闇を斬れ 第11話「旗本ハイジャック」（1981年、KTV / 松竹） - 石見市右衛門
- 時代劇スペシャル / 日本犯科帳・隠密奉行 第1作（1981年、CX） - 嵐松三郎
- 火曜サスペンス劇場（NTV）
  - 球形の荒野（1981年、三船プロ） - 笹島恭三
  - 女弁護士・高林鮎子
    - 第1作「寝台特急あさかぜ4号殺人風景」（1986年） - 野崎恒雄
    - 第10作「博多 - 札幌殺人ルート」（1992年） - 奥田社長

  - 地方記者・立花陽介 第4作「青梅奥多摩通信局」（1994年） - 松島秀明
  - 身辺警護  第6作「谷川岳の岩場で宙吊りの男が転落死! 緊急避難に守られた女の誤算」（2000年） - 神宮苑オーナー
- 江戸の用心棒 第17話「妻の脅迫者」（1981年、CX / 東宝 / 映像京都） - 村瀬主計
- 影の軍団シリーズ（KTV / 東映）
  - 影の軍団II
    - 第4話「白蛇の罠」（1981年） - 高貫兵部
    - 第24話「くノ一秘法・双面の術」（1982年） - 井上図書

  - 影の軍団III 第20話「尼僧は俳句で殺せ!」（1982年） - 松井秋風
- お命頂戴! 第10話「影を操る極悪人」（1981年、TX / 歌舞伎座テレビ） - 利兵衛
- ザ・ハングマンII 第5話「結婚殺人の甘い汁」（1982年、ABC / 松竹） - 黒川健太郎（黒川総業社長）
- 松平右近事件帳 第23話「ねずみ講の罠」（1982年、NTV / ユニオン映画） - 覚全
- 遠山の金さん（ANB / 東映）
  - 遠山の金さん
    - 第28話「手裏剣使いの女参上!」（1982年） - 陶岳
    - 第100話「幻の秘宝・奥能登から来た女!」（1984年） - 伊勢屋半兵衛
    - 第151話「人呼んで"桜吹雪の女"4・激斗編」（1985年） - 宗右衛門

  - 遠山の金さんII 第32話「母の死の謎!」（1986年）
- 土曜ワイド劇場（ANB）
  - 死者の木霊（1982年、東映） - 大森修治
  - 松本清張の寒流（1983年、大映テレビ） - 久保田建設社長
  - 新人歌手スキャンダル殺人事件（1985年）
- 柳生十兵衛あばれ旅 第13話「狼の群の中へ」（1983年、ANB / 東映） - 草薙茂左衛門
- 大奥 第13話「子連れ将軍と五人の女」（1983年、KTV / 東映） - 延寿院道三
- 必殺シリーズ（ABC / 松竹）
  - 必殺仕事人III 第16話「饅頭売って稼いだのはお加代」（1983年） - 上田監物
  - 必殺仕事人IV 第27話「主水 未知と遭遇する」（1984年） - 側用人・中根
- 新大型時代劇 / 宮本武蔵（1984年、NHK） - 奥蔵院の納所
- 金曜ファミリーワイド / 松本清張の地の骨（1984年、CX / 大映テレビ）
- 西部警察 PART-III 第63話「愛と哀しみの銃弾」（1984年、ANB / 石原プロ） - 田島竜市
- 銀河テレビ小説（NHK）
  - 男が家を出るとき（1985年） - 北口正行
- 月曜ワイド劇場「金属バット殺人事件」（1985年、テレビ朝日）
- スタア誕生（1985年、CX / 大映テレビ） - 辻新三郎
- 迷宮課刑事おみやさん 第11話「6年前の美人教師の転落事故死が今日…!」（1985年） - 横山校長
- 長七郎江戸日記（NTV） 
  - 第1シリーズ
    - 第63話「おふくろさんよ‥‥」（1985年） - 牧野備前守
    - 第84話「父ちゃんが帰った日」（1986年） - 文蔵
    - 第85話「標的になった男」（1986年） - 大垣
    - 第95話「鶴の恩返し」（1986年） - 吉兵衛
    - SP7「血闘・荒木又右衛門」（1986年） - 曲垣弥十郎
    - 第109話「黒髪情話」（1986年） - 関根蔵人

  - 第2シリーズ（NTV）
    - 第15話「三途の橋」（1988年） - 石倉十蔵
    - 第21話「友情の命燃やして」（1988年） - 北町奉行（坂田甲斐守）
- 誇りの報酬（1986年、NTV / 東宝）
  - 第21話「護送車が襲われた!」 - 警視庁ライフル班班長
  - 第48話「誘拐犯! 芹沢刑事」 - 三条の父
- 水戸黄門（TBS / C.A.L）
  - 第16部 第3話「関所に巣喰う鬼退治 -箱根-」（1986年5月12日） - 畑宿の権蔵
  - 第20部 第33話「意地比べ恋の友禅 -金沢-」（1991年6月24日） - 乙屋
  - 第21部 第14話「瞼の父は偽黄門 -宇和島-」（1992年7月6日） - 津島屋
  - 第25部 第6話「黄門様の仮女房 -吉田-」（1997年1月27日） - 留蔵
- 若大将天下ご免!（1987年、ANB / 東映）
  - 第18話「復讐、涙の花嫁衣装!」 - 藤吉
  - 第40話「旅立ちに風はやさしく」 - 脇坂淡路守
- 三匹が斬る!（ANB / 東映）
  - 三匹が斬る! 第6話「鬼と呼ぶ 男に惚れて 薄化粧」（1987年） - 蘭方医・山崎東庵
  - 続続・三匹が斬る! 第8話「二刀流、子孫は今じゃ二枚舌」（1990年） - 扇屋徳兵衛
  - また又・三匹が斬る! 第8話「寅の刻、お相手申す秘伝胡蝶流」（1991年） - 下島監物
- 銭形平次 SP「初姿 投げ銭一番手柄」（1987年、NTV / ユニオン映画） - 十勝屋
- ジャングル 第14話「追跡! 爆破魔」（1988年、NTV / 東宝）
- 勝手にしやがれヘイ!ブラザー 第1話、第13話（1989年、NTV / セントラル・アーツ） - 尾張医師
- 八百八町夢日記 第1シリーズ 第17話「父は強かった」（1990年、NTV / ユニオン映画） - 峰次
- 刑事貴族 第20話「少年は見た」（1990年、NTV / 東宝）※郷ひろみ編
- あばれ八州御用旅 第2シリーズ 第13話「愛を切り裂く高瀬舟」（1991年、TX / ユニオン映画） - 利根屋吉五郎
- 徳川無頼帳 第11話「四十八手とそろばん侍」（1992年、TX）
- お助け同心が行く! 第6話「偽証（うそ）」（1993年、TX） - 伊兵衛
- 名奉行 遠山の金さん（ANB / 東映）
  - 第6シリーズ 第21話「情けが仇の美人局」（1994年） - 小宮山鉄舟
  - 第7シリーズ 第8話「献残屋の秘密 一度死んだ女」（1995年） - 扇屋徳右衛門
- 連続テレビ小説 / 春よ、来い（1995年、NHK）
- 江戸の用心棒II 第6話「蝶々の仇討ち」（1995年、NTV） - 弥平
- 憲法はまだか 第1部「象徴天皇」（1996年、NHK）
- 月曜ドラマスペシャル（TBS / 東阪企画）
  - 松本清張特別企画・聞かなかった場所（1997年）
  - 金田一耕助シリーズ / 悪霊島（1999年） - 越智松蔵
- あなたの人生お運びします! 第6話、最終話（2003年、TBS）

### 映画
- 彼奴は誰だッ（1958年、松竹） - 三公
- 金づくり無法時代（1961年、東宝） - 須藤耕二
- 嵐を呼ぶ男（1966年、日活） - 左京徹
- 夜霧よ今夜も有難う（1967年、日活） - 鬼頭
- 陸軍中野学校 開戦前夜（1968年、大映） - 小山田海軍大佐
- 女の警察（1969年、日活） - 佐本覚
- 前科 仮釈放（1969年、日活） - 井村勝
- 盛り場流し唄 新宿の女（1970年、ダイニチ映配） - 下村貞吉
- 戦争と人間 第二部・愛と悲しみの山河（1971年、日活） - 特高刑事
- 人間革命（1973年、東宝） - 本田洋一郎
  - 続・人間革命（1976年、東宝） - 本田洋一郎
- 日本沈没（1973年、東宝） - 調査団員B[7]
- あゝ決戦航空隊（1974年、東映） - 菅原秀雄
- 高校大パニック（1978年、日活） - 小林勝市
- 赤穂城断絶（1978年、東映） - 戸田源五兵衛
- 俺達に墓はない（1979年、東映セントラルフィルム） - 十日会・都築会長
- 鬼龍院花子の生涯（1982年、東映） - 梅田貫吉
- Wの悲劇（1984年、東映） - 劇団主宰者
- 極道の妻たちシリーズ（東映）
  - 極道の妻たちII（1987年）
  - 極道の妻たち 三代目姐（1989年）
  - 極道の妻たち 最後の戦い（1990年）
- ラブ・ストーリーを君に（1988年、東映） - 江本敬一
- いこかもどろか（1988年、東宝） - 道南警察署・副署長

### 舞台
- 榎本武揚（1967年、劇団雲） - 松平太郎
- ヘンリー四世（1982年、劇団昴） - ヘンリー四世
- セールスマンの死（1989年、劇団昴） - チャーリー

## 出演作品（声優）

### 吹き替え

#### 俳優
- ヘンリー・フォンダ
  - 刑事マディガン（アンソニー・ラッセル本部長）※テレビ朝日版
  - ザ・ビッグ・バトル（フォスター）
  - ジェット・ローラー・コースター（サイモン・ダヴェンポート）※日本テレビ版
  - 史上最大の作戦（セオドア・ルーズベルト・ジュニア准将）※日本テレビ版
  - 十二人の怒れる男（陪審員8番）※日本テレビ版＝ソフト収録
  - ミッドウェイ（チェスター・ニミッツ大将）※日本テレビ版
- マックス・フォン・シドー
  - 死の接吻（ソール・カールソン）※テレビ朝日版
  - ジャッジ・ドレッド（ファーゴ長官）※フジテレビ版
  - ヒマラヤ杉に降る雪（ネルズ・ガドマンドソン弁護士）
- リチャード・クレンナ
  - ランボーシリーズ（サミュエル・トラウトマン大佐）
    - ランボー※日本テレビ1985年版、テレビ朝日版＝DVD収録
    - ランボー/怒りの脱出※テレビ朝日版＝DVD収録
    - ランボー3/怒りのアフガン※テレビ朝日版＝DVD収録[8]

#### 洋画
- 逢びき（フレッド〈シリル・レイモンド〉）※NHK版
- 悪魔の沼（ハーヴェイ〈メル・ファーラー〉）
- アザー・ピープルズ・マネー（ジョーギー〈グレゴリー・ペック〉）
- インディ・ジョーンズ/最後の聖戦（ブロディ〈デンホルム・エリオット〉）※日本テレビ版
- ウォータールー街　（〈ジョン・ミルズ〉）※NHK版
- エアポート'77/バミューダからの脱出（フィリップ・スティーブンス〈ジェームズ・スチュアート〉）※日本テレビ版
- エド・ウッド（ベラ・ルゴシ〈マーティン・ランドー〉）
- OK牧場の決斗（コットン・ウィルソン〈フランク・フェイレン〉）※日本テレビ版
- オーケストラの少女（ジョン〈アドルフ・マンジュー〉）※テレビ版1
- 怪盗軍団（プリア軍曹〈アルド・レイ〉）
- 海底20000マイル（アロナクス教授〈ポール・ルーカス〉）※バンダイ版
- カプリコン・1（大統領）
- 華麗なる相続人（アレック・ニコルズ〈ジェームズ・メイソン〉）
- キスへのプレリュード（老人）
- 恐竜伝説ベイビー（エリック・キヴィアット博士〈パトリック・マクグーハン〉）※バンダイ版
- クレオパトラ（ジュリアス・シーザー〈レックス・ハリソン〉）※日本テレビ版
- ケープ・フィアー（ヘラー〈グレゴリー・ペック〉）※ビデオ版
- ケイン号の叛乱（デヴリース〈トム・タリー〉）※フジテレビ版
- ゴースト・ストーリー（リッキー・ホーソン〈フレッド・アステア〉）
- ゴッドファーザー PART II（パット・ギアリー上院議員）※日本テレビ版
- コナン・ザ・グレート（アキロ / ナレーター〈マコ岩松〉）※日本テレビ版
- 小びとの森の物語（D・J・マルルーニ〈ウォルター・ブレナン〉）※ビデオ版
- サーカス物語　(ワーシャ・クリヤエフ<ウラジミル・バラショフ>) ※NHK
- ザ・キープ（テオドール・クザ教授〈イアン・マッケラン〉）
- さすらいの航海（レモス国務長官〈ジェームズ・メイソン〉）※テレビ朝日版
- ザ・テイク/わいろ（ベリガン〈エディ・アルバート〉）
- JFK（X大佐〈ドナルド・サザーランド〉、冒頭のナレーション〈マーティン・シーン〉）※ソフト版
- シェナンドー河（チャーリー・アンダーソン〈ジェームズ・スチュアート〉）
- ジェロニモ（アルバート・シーバー隊長〈ロバート・デュヴァル〉）
- 地獄の黙示録（コーマン将軍〈G・D・スプラドリン〉）※日本テレビ版
- 7月4日に生まれて（ロンの父〈レイモンド・J・バリー〉）※ビデオ版
- シャム猫FBI/ニャンタッチャブル（ニュートン管理官〈リチャード・イースタム〉）※バンダイ版
- 小説家を見つけたら（フォレスター〈ショーン・コネリー〉）
- 女性の反逆　(<ハーバート・マーシャル>) ※NHK
- スイスファミリーロビンソン（フランツ・ロビンソン〈ジョン・ミルズ〉）
- スーパーマン（ジョナサン・ケント〈グレン・フォード〉）※1983年テレビ朝日版
- スター誕生　(<ジェームズ・メイスン>) ※NHK版
- 西太后（粛順〈シャン・クン〉）※日本テレビ版
- スコルピオ（ザーコフ〈ポール・スコフィールド〉）
- スター・ウォーズ エピソード5/帝国の逆襲（ヨーダ〈フランク・オズ〉）※テレビ朝日版
- 大逆転（モーティマー・デューク〈ドン・アメチー〉）※日本テレビ版
- 宝島（ロング・ジョン・シルヴァー〈ロバート・ニュートン〉）※バンダイ版
- タッカー（ファーガソン上院議員〈ロイド・ブリッジス〉）※日本テレビ版（4Kレストア版DVD、BDに収録）
- 007 ダイヤモンドは永遠に（エルンスト・スタヴロ・ブロフェルド〈チャールズ・グレイ〉）※TBS旧録版
- 超音ジェット機（トニー〈ナイジェル・パトリック〉）※NHK
- ツインズ（ワーナー）※テレビ朝日版
- デッドゾーン（ウィーザック〈ハーバート・ロム〉）
- 遠すぎた橋（軍医大佐〈アーサー・ヒル〉）※日本テレビ版
- トロイ（ネストル）※ソフト版
- ニューヨーク1997（ボブ・ホーク〈リー・ヴァン・クリーフ〉）
- ネバー・クライ・ウルフ（ロージー〈ブライアン・デネヒー〉）※バンダイ版
- バットマンシリーズ（アルフレッド・ペニーワース〈マイケル・ガフ〉）※テレビ朝日版[8]
  - バットマン
  - バットマン・リターンズ
  - バットマン・フォーエヴァー
  - バットマン&ロビン Mr.フリーズの逆襲
- パットン大戦車軍団（オマル・ブラッドリー米陸軍大将〈カール・マルデン〉）※LD版
- バッフィ/ザ・バンパイア・キラー（メリック〈ドナルド・サザーランド〉）
- ヒンデンブルグ（フランツ・リッター大佐〈ジョージ・C・スコット〉）
- フランケンシュタイン（バロン・フランケンシュタイン〈イアン・ホルム〉）※テレビ版
- ブレイブハート（エドワード1世〈パトリック・マクグーハン〉）※ソフト版
- ベイブ（アーサー・ホゲット〈ジェームズ・クロムウェル〉）※ソフト版
- ベイブ/都会へ行く（アーサー・ホゲット〈ジェームズ・クロムウェル〉）※ソフト版
- ペインテッド・デザート タフ劇場版（アル〈ジェームズ・ギャモン〉）
- ベートーベン（ヘルマン・ヴァルニック〈ディーン・ジョーンズ〉）
- ベッドかざりとほうき（エミリアス・ブラウン〈デヴィッド・トムリンソン〉）※バンダイ版
- ペリカン文書（米国大統領〈ロバート・カルプ〉）※ソフト版
- ベン・ハー（クインタス・アリウス〈ジャック・ホーキンス〉）※日本テレビ旧版、（役名不明）※テレビ東京版
- 砲艦サンパブロ（フレンチー・バーゴイン〈リチャード・アッテンボロー〉）※テレビ版
- 北海ハイジャック（ブリンスデン提督〈ジェームズ・メイソン〉）
- マイ・ウェイ（ウィル・マドックス〈ジョー・スチュワードソン〉）
- マイ・ウェイ2（ウィル・マドックス〈ジョー・スチュワードソン〉）
- マイ・サイエンス・プロジェクト（リュー・ハーラン〈バリー・コービン〉）※バンダイ版
- 摩天楼を夢みて（シェリー・レーヴィン〈ジャック・レモン〉）
- メイフィールドの怪人たち（ドクター・クロペック〈ヘンリー・ギブソン〉）※テレビ朝日版
- 欲望という名の電車（カール・マルデン）※TBS版
- リラクタント・ドラゴン（ウォルト・ディズニー本人）※ポニー・バンダイ版（現在は絶版）
- ル・ジタン（ブロー警視〈マルセル・ボズッフィ〉）
- レジェンド・オブ・フォール/果てしなき想い（ワン・スタッブ）
- レ・ミゼラブル（司教）
- ロサンゼルス（キャス社長）※日本テレビ版
- ロボコップ2（オールドマン会長〈ダン・オハーリー〉）※テレビ朝日版

#### 海外ドラマ
- アメリカン・ヒーロー（ハート〈ジョン・ハート〉）
- ER緊急救命室（Dr.ゲイブ・ローレンス）
- インディ・ジョーンズ/若き日の大冒険（ブーシェ）
- 恐怖の航海／アキレ・ラウロ号事件（前・後）（レオン〈バート・ランカスター〉）
- ザ・ホワイトハウス - （ハワード・スタックハウス上院議員〈ジョージ・コー〉）
- 私立探偵ハリー（1993年、NHK） - ハリー・フォックス
- 新・刑事コロンボ 奇妙な助っ人（2000年、日本テレビ） - ビンチェンゾ・フォテーリ（ロッド・スタイガー）
- シャーロック・ホームズの冒険 (テレビドラマ)「マスグレイヴ家の儀式書」 - レジナルド・マスグレイヴ※NHK版
- 主任警部モース
- 名探偵ポワロ※NHK版
  - 「誘拐された総理大臣」 - ドッジ
  - 「ABC殺人事件」 - クラーク
  - 「イタリア貴族殺害事件」 - ビッツィーニ
- 0011ナポレオン・ソロ 第50話 - サイモン
- 地上最強の美女バイオニック・ジェミー 第55話 - カサリー国王
- 陽気なネルソン「パパはワルツの名手」(1961年、NHK) - (テッド・ボインデクスター<ウィラード・トンプソン>)
- おとぎの国　「ヒアワサ」(1961年、NHK) - (ヒアワサ<ジョン・エリクソン>)
- ルート66 「小さな悪魔」(1962年、NHK) - (<ジャック・ウォーデン>)
- ママと七人のこどもたち (1963年、NHK) - (編集長ポール<ジェイムズ・フィルブリック>)
- 看護婦物語　「危険な年齢」(1964年、NHK) - (ウィッカー医師<ジェームス・デイリー>)
- タイムトンネル 「ビリー・ザ・キッド」(1967年、NHK) - (パット・ギャレット<アレン・ケース>)
- 電撃スパイ作戦　#2 (1968年、フジテレビ)- (ミューラー博士)
- プリズナーＮＯ．６ 「暗殺計画」(1969年、NHK) - (新Ｎｏ．２<ダレン・ネスビット>)
- 弁護士ジャッド「正義の階段」(1970年、NHK) - (ジェディ<バーニー・ハミルトン>)
- 探偵キャノン「動く標的」(1975年、NHK) - (アーチボルド<リチャード・カールソン>)
- 大草原の小さな家　「幻のエレン」(1978年、NHK) - (カル・テイラー<ジェームス・ウエインライト>)
- 影の視線　(1981年、NHK) - (ロベール<ジャン・ピエール・カッセル>)
- アンディの長い道　(1981年、NHK) - (レン・ワイルズ<ブライアン・ブリングル>)
- 七つのダイヤル　(1982年、NHK) - (バトル警視<ハリー・アンドリュース>)
- 私を忘れないで　(1989年、NHK) - (アンドレイ<アレーク・ボリソフ>)
- 最北への夢～６５歳の旅立ち　(1992年、NHK) - (アラン)
- ミス・マーブル　「書斎の死体」(2006年、NHK) - (<イアン・リチャードソン>)

#### 海外アニメ
- ディズニー作品
  - ディズニーの短編映画作品（ピート）※ポニー・バンダイ版（現在は絶版）
  - 王様の剣（マーリン）※ソフト版
  - くまのプーさん（ティガー）※ポニー版（現在は絶版）
  - 子ぐま物語（ジミニー・クリケット、巨人のウィリー）※ポニー・バンダイ版（現在は絶版）
  - ダンボ（団長）※ソフト版
  - ピーター・パン（ジョージ・ダーリング）※ポニー・バンダイ版（現在は絶版）
  - ピノキオ（ゼペット〈声：クリスチャン・ラブ〉）※ポニー・バンダイ版（現在は絶版）
  - プカドン交響楽（プロフェッサー・オウル〈声：ビル・トンプソン〉）
  - ヘラクレス（アンピートリオン）
  - ミッキーのクリスマスキャロル（巨人のウィリー）※ポニー・バンダイ版（現在は絶版）
  - ミッキーのマジカルワールド（ジミニー・クリケット）※ポニー・バンダイ版（現在は絶版）
  - シング・アロング・ソング（プロフェッサー・オウル〈声：コーリー・バートン〉）
  - ロビン・フッド（プリンス・ジョン）※ポニー・バンダイ版（現在は絶版）
- アメリカ物語2/ファイベル西へ行く（ワイリー・バープ）
- 恐竜大行進（ニューアイズ船長）
- シンドバッド 7つの海の伝説（ダイマス）
- ピノキオ 新しい冒険（ゼペット〈声：トム・ボズリ〉）
- リトルフットシリーズ（リトルフットのおじいさん）

### 劇場アニメ
- 千夜一夜物語（1969年）
- 王立宇宙軍 オネアミスの翼（1987年） - 将軍

### OVA
- MASTERキートン（1999年） - ハイネン
- るろうに剣心 -明治剣客浪漫譚- 追憶編（1999年） - 辰巳

### 特撮
- ジャンボーグA 第39話「なき叫ぶドクロ湖の恐怖」 - 第46話「サタンゴーネ最後の大進撃!」（1973年、NET / 円谷プロ） - サタンゴーネの声

### ゲーム
- キングダム ハーツII（2005年） - マーリン
- るろうに剣心 -明治剣客浪漫譚- 完醒（2012年） - 辰巳

### ナレーション
- 大日本帝国（1982年）

### その他
- 地球交響曲第四番（2001年）※ジェームズ・ラブロックの吹き替え
- まんが日本絵巻